# Salles-sous-Bois
Salles-sous-Bois è un comune francese di 212 abitanti situato nel dipartimento della Drôme della regione dell'Alvernia-Rodano-Alpi.

## Società

### Evoluzione demografica
Abitanti censiti